# کارمو دو ریو کلارو
کارمو دو ریو کلارو (به پرتغالی: Carmo do Rio Claro) یک شهرداری در برزیل است که در میناز ژرایس واقع شده‌است. کارمو دو ریو کلارو ۱٬۰۶۴٫۷۹۰ کیلومتر مربع مساحت و ۲۱٬۲۶۸ نفر جمعیت دارد و ۷۸۵ متر بالاتر از سطح دریا واقع شده‌است.